# 春風亭貫いち
春風亭 貫いち(しゅんぷうてい かんいち、1994年5月4日 - )は、落語協会に所属する落語家。出囃子は『金色夜叉』。本名：吉田 翔馬。

## 経歴
2018年7月、春風亭一之輔に入門。2020年2月1日、前座となる。前座名は「貫いち」。
2024年11月1日、古今亭陽々、金原亭馬吉、入船亭扇兆と共に二ツ目昇進。

## 芸歴
- 2018年7月 - 春風亭一之輔に入門。
- 2020年2月 - 前座となり「貫いち」を名乗る。
- 2024年11月 - 二ツ目昇進。